# Mexitlia grandis
Mexitlia grandis är en spindelart som först beskrevs av O. Pickard-Cambridge 1896.  Mexitlia grandis ingår i släktet Mexitlia och familjen kardarspindlar. Inga underarter finns listade i Catalogue of Life.